# Eduard von Grützner
 (avril 2021).
Eduard von Grützner, né le 26 mai 1846 à Groß-Karlowitz en province de Silésie, de nos jours Karłowice Wielkie et mort à Munich le 2 avril 1925 - ou 1878 selon le Bénézit (édit. de 1951, p. 464) - est un peintre allemand spécialisé dans les représentations de moines (souvent avec des chopes de bières). Il a aussi fréquemment représenté Falstaff.
Selon le Bénézit (édition de 1951), c'était un fils de paysan destiné à entrer dans les ordres, mais l'architecte munichois Hirschberg lui conseilla de faire de la peinture ; il s'inspira pour ses œuvres de personnages du théâtre de Shakespeare.

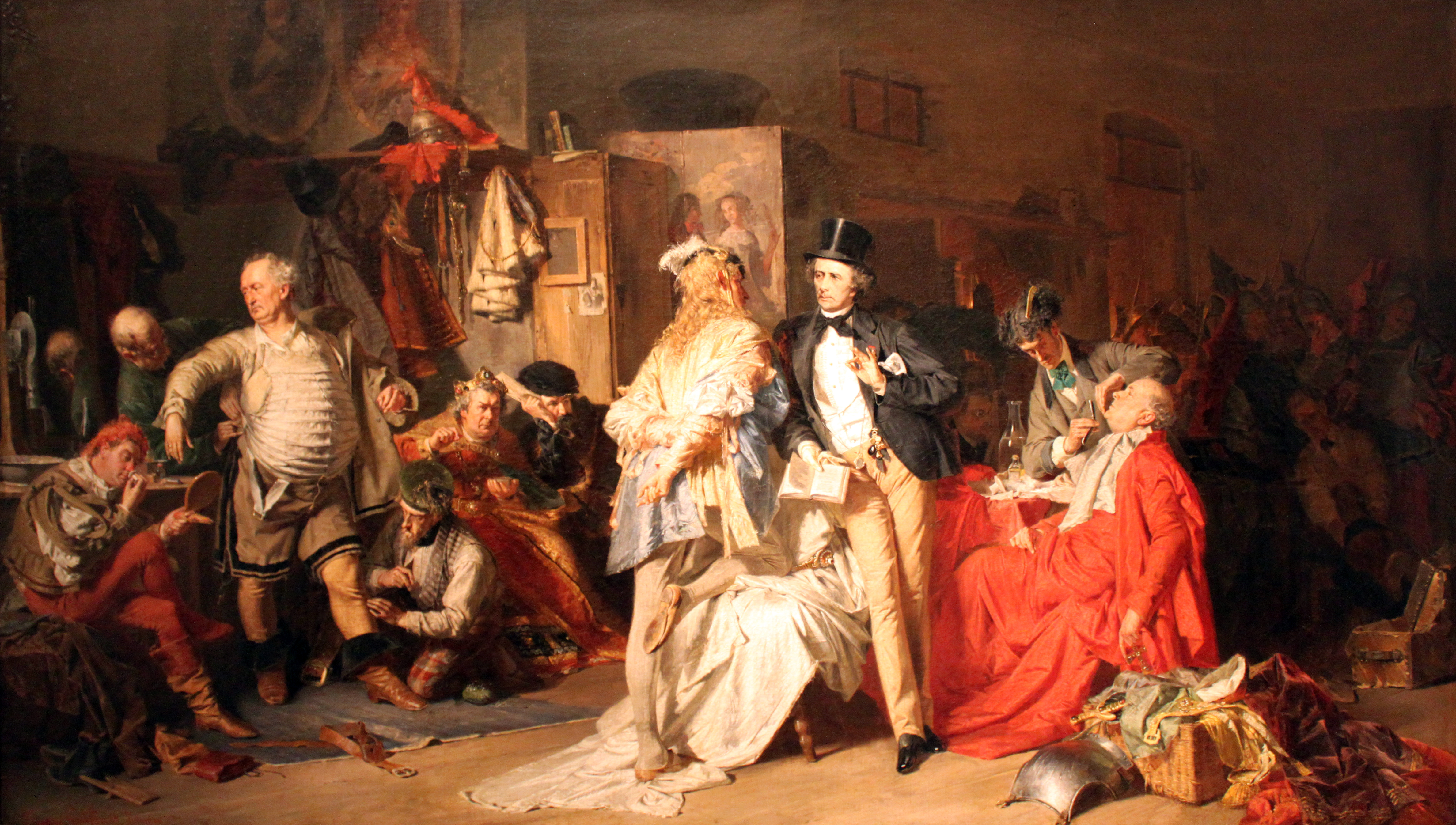
Les coulisses (1870), Germanisches Nationalmuseum

C'était l'un des artistes préférés d'Hitler, qui le comparait à Rembrandt.

## Biographie

### Éducation
Eduard von Grützner naît en 1846 à Groß-Karlowitz près de Neisse. Il est le septième et le plus jeune enfant d'une famille de paysans modestes. Le prêtre local Fischer se rend souvent au domicile parental, car le père d'Eduard est marguillier. Il reconnaît très tôt le talent et le penchant d'Eduard pour la peinture. Il dessine sur tout ce qui lui tombe sous la main. L'intendant d'une propriété de campagne d'un comte du voisinage lui achète du papier et est heureux lorsque le garçon, en plus des innombrables représentations animales et humaines, dessine judicieusement un villageois avec ses caractéristiques. Le curé Fischer lui permet de fréquenter le lycée de Neisse et, avec l'aide de l'architecte Hirschberg, le fait venir à Munich en 1864 pour une formation artistique dans l'école privée de Hermann Dyck.

### Académie
Cependant, la formation à l'école des arts et métiers de Hermann Dyck n'est que de courte durée. Au cours du même semestre, il est transféré dans la classe d'antiquité de l'Académie des beaux-arts sous la direction de Johann Georg Hiltensperger et Alexander Ströhuber (1814-1882), où les étudiants doivent se familiariser avec les idéaux de beauté de l'Antiquité. En 1865, Grützner entre dans la classe de peinture d'Hermann Anschütz à l'Académie. En outre, il demande conseil et suggestions à Karl von Piloty jusqu'à ce qu'il soit accepté dans sa classe en 1867. Grützner quitte l'Académie trois ans plus tard. En 1870, à Munich, il installe son propre atelier dans sa maison-jardin au numéro 18 de la Schwanthalerstraße (de) à Munich.

### Famille
En 1874, Grützner épouse Barbara Link, qui lui donne deux ans plus tard une fille nommée Barbara, que Grützner appelle "Bärbele". En 1883, Grützner fait construire sa villa selon les plans de l'architecte Leonhard Romeis près du Maximilianeum sur le Praterbergl. En 1884, après dix ans de mariage, sa femme Barbara meurt. En 1888, Grützner se fiance avec Anna Wirthmann, qui peu après, donne naissance à leur fils Karl Eduard. Sa femme, de dix-sept ans sa cadette, l'ayant quitté pour un chanteur viennois ; Grüntzer divorce de sa femme en 1899. Grützner meurt à Munich le 2 avril 1925. Sa tombe se trouve dans la vieille partie du Waldfriedhof de Munich.

## Œuvres
Cette liste a été dressée d'après le dictionnaire artistique Bénézit ; elle est utile mais à actualiser : où est de nos jours le tableau jadis au musée de Koenisberg ? S'il a survécu aux bombardements de Koenisberg ; est-il toujours dans un musée de Kaliningrad ?
- Un guerrier moyenâgeux trinquant avec un ermite (1878, Paris, musée d'Orsay ;
- Dans la bibliothèque secrète (cité par Bénézit en 1951 au musée de Cologne) (Lequel  ?) ;
- Quatuor au couvent (idem - au musée de Francfort) (Lequel  ?) ;
- La cuisine au couvent (idem - au musée de Koenigsberg) ;
- Dans la bibliothèque du cloître (idem - au musée de Leipzig) ;
- Soir dans une petite chambre de fiancés (idem - au musée de Mayence) ;
- Un moine dans la cave (idem - au musée de Moscou) (Lequel  ?) ;
- Le buveur et Satan (idem - au musée de Munich) (Lequel  ?).

Ventes :
- Le frère Cellérier (vente Liebermann à Paris, 1894) ;
- Une rapide visite (vente Daniel W. Powers à New York, 1899) ;
- Trio au monastère (vente anonyme le 19 janvier 1906) ;
- Le frère sommelier (vente anonyme à Paris le 12 décembre 1899) ;
- Peignant à l'atelier et peignant dehors (vente à New York les 13 et 14 février 1900) ;
- Joies du cœur (vente anonyme les 23 et 24 avril 1903) ;
- Le moine artiste (vente anonyme à Paris en avril 1910 ) ;
- Moines buvant (vente Peacock le 6 février 1925) ;
- Moines dans la cave (vente anonyme à Paris le 18 juin 1930) ;
- Joueurs de cartes (vente anonyme à Londres le 24 juillet 1931) ;
- Falstaff (même vente) ;
- A l'auberge (vente Mosse à Berlin les 29 et 30/05/1934) ;
- Sieste (vente anonyme à Londres le 22/04/1942) ;
- Moine descendant des escaliers (vente Fricke à New York, le 15/03/1945) ;
- Moine lisant (vente anonyme les 20 et 21/02/1946) ;
- Cardinal en robe rouge dans un intérieur (vente anonyme à Paris octobre 1945-juillet 1946 ) ;
- Secrets (vente à New York les 26 et 27/02/1947).

## Vente après-décès
Une vente aux enchères de ses collections et de ses tableaux peints par lui-même (du n° 510 au n° 529) eut lieu à Munich le 24 juin 1930 chez le commissaire-priseur Hugo Helbing (de).